# Marbach (Lucerne)
Pour les articles homonymes, voir Marbach.
Marbach est une localité et une ancienne commune suisse du canton de Lucerne, située dans l'arrondissement électoral d'Entlebuch.

Vue aérienne (1957)

## Histoire
Elle a fusionné le 1er janvier 2013 avec la commune d'Escholzmatt pour former la commune d'Escholzmatt-Marbach.